# Stadtbefestigung Groß-Enzersdorf

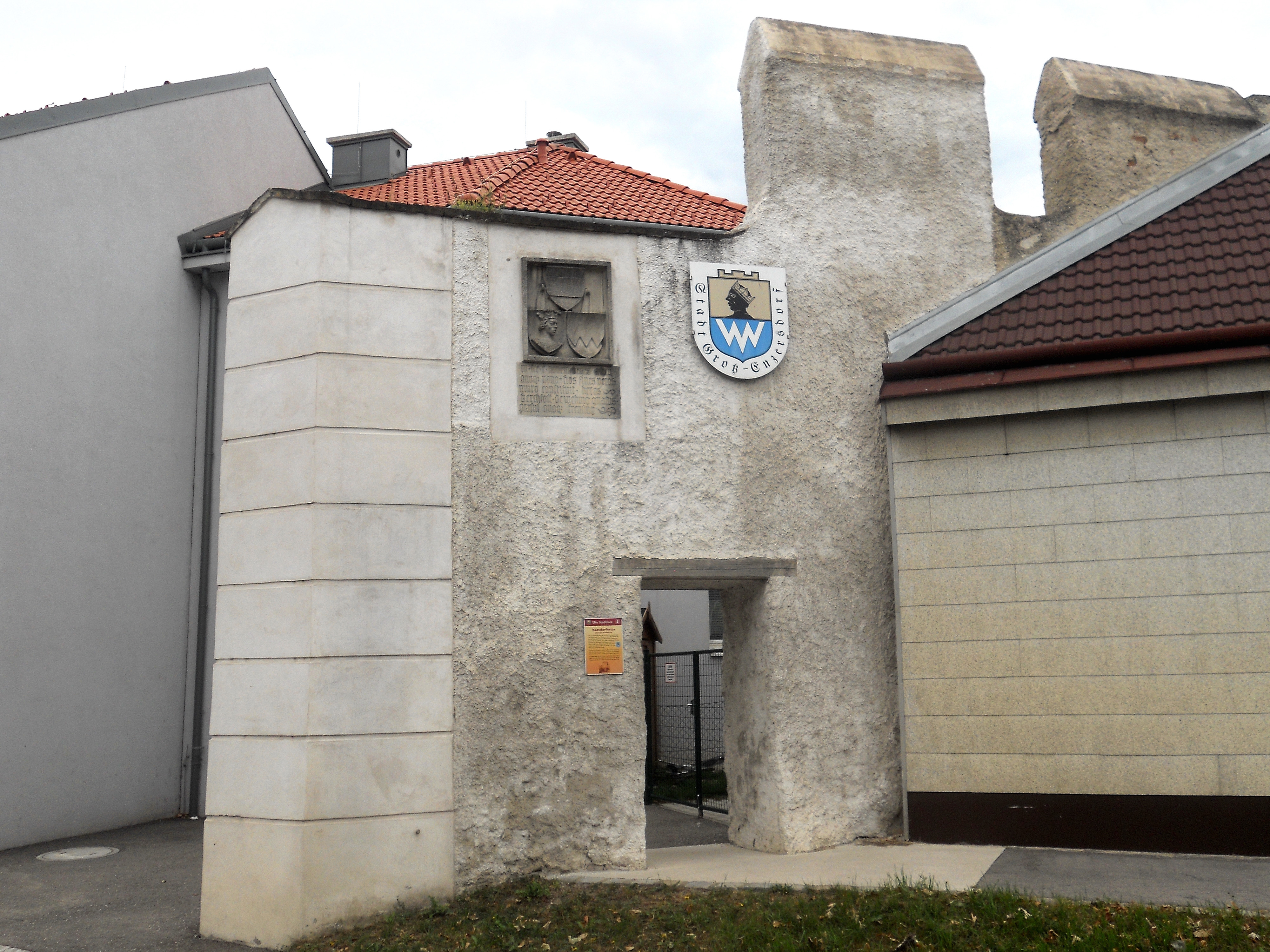
Stadtmauer beim ehemaligen Raasdorfer Tor

Die Stadtbefestigung Groß-Enzersdorf, welche weitgehend erhalten ist und die Altstadt umschließt, wurde 1396 zur Erhebung der Stadt Groß-Enzersdorf begonnen und 1399 fertiggestellt. Die Stadtmauer steht unter Denkmalschutz (Listeneintrag).
Der etwa sechs Meter hohe und von Zinnen bekrönte Stadtmauernring ist weitgehend erhalten, ebenso Reste von zwei runden und einem quadratischen Eckturm sowie Teile des ehemalig vorgelagerten Grabens und Walles. Die Stadtbefestigung hatte anfangs drei Stadttore, im Nordosten das Raasdorfer Tor, das Wassertor im Süden zur Donau und das Kroatentor im Osten zum Marchfeld. Im Bereich des Raasdorfer Tores ist eine Kopie der Inschriftentafel zu Bischof Berthold von Wehingen angebracht, die Tafel datiert auf 1396. 1810 kam im Nordwesten noch das Wiener Tor hinzu.
2022 begann eine umfassende Sanierung der Anlage. Dabei wurde auch die Wiederherstellung eines 2020 bei einem Busunfall beschädigten und danach aus Sicherheitsgründen abgetragenen Teiles im Bereich des Wiener Tores in Angriff genommen. Im Zuge der Arbeiten wurde zudem durch einen in Abstimmung mit dem Bundesdenkmalamt vorgenommenen Mauerdurchbruch eine Verbindung vom ehemaligen Burghof der abgekommenen Burg Enzersdorf zur Freisinger Straße geschaffen.